# Jiří Srna
Jiří Srna (ur. 26 lutego 1991 w Pradze) – czeski wioślarz.

## Osiągnięcia
- Mistrzostwa Świata Juniorów – Linz 2008 – ósemka – 7. miejsce[1].
- Mistrzostwa Świata Juniorów – Brive-la-Gaillarde 2009 – ósemka  – 8. miejsce[1].
- Mistrzostwa Świata U-23 – Brześć 2010 – ósemka – 5. miejsce[1].
- Mistrzostwa Europy – Montemor-o-Velho 2010 – ósemka – 7. miejsce[1].